# فورتشان
فورتشان هو لوحة صور باللغة الإنجليزية. ينشر المستخدمون موادهم بشكل مجهول، وتظهر المشاركات الأخيرة فوق البقية. ينقسم فورتشان إلي مجتمعات مختلفة وكل منها ذو محتوى وتوجيهات خاصة به. لا يمكن التسجيل بالموقع (باستثناء الموظفين).
بدأ الموقع في 1 أكتوبر 2003، واستخدم أصلا لنشر صور المانجا والأنمي ومناقشتها، على غرار ما كان موجودا في منتديات الصور اليابانية. سرعان ما ازدادت شعبية الموقع وتمت توسعته، رغم أن الكثير من محتواه ما زال ينتمي لكيان الأوتاكو والأنمي والتأثيرات الثقافية اليابانية الأخرى.
وقد تم ربط الموقع بثقافة الإنترنت وأنشطته، وأبرزها مشروع تشانولوجي. وكان مستخدمو فورتشان مسؤولين عن تشكيل أو تعميم ميمات الإنترنت مثل لول كات، ريك رول، «مطر الشوكولا»، بيدوبير وغيرها الكثير. أول منتدى أنشئ داخله هو المنتدى «العشوائي» (random)، والمعروف أيضا باسم "/b/"، ويحصل على أكبر عدد من الزوار. كما أن به قواعد قليلة فيما يتعلق بالنشر. كما قال موقع غوكر مازحاً ان «قراءة منتدى /b/ ستذيب دماغك». كثيرا ما أثارت سرية مجتمع الموقع اهتمام وسائل الاعلام. ويرى مخططو وسائل الإعلام أن هذا المشروع هو «دليل آخر على أن الإبداع هو في كل مكان وأن وسائل الإعلام الجديدة يصعب الوصول إليها» من قبل وكالات الإعلان.
لعب فورتشان دورا فعالا في اختراق جهات الإنترنت على سبيل المثال، كما نسق هجمات ضد المواقع الأخرى ومستخدمي الإنترنت؛ ونشرت الردود على التهديدات بالعنف على الموقع. لخصت صحيفة الغارديان مجتمع فورتشان بأنه «مجنون، طفولي... رائع، سخيف ومثير للقلق».